# 印度英语
印度英语是指印度特有的英语方言。印度政府在印度宪法中，将英语与印地语共同列为官方语言。 目前世界上已涌现出许多地区性的英语或英语「们」，并逐渐得到认可。

## 英语在印度的地位
印地语是印度政府的官方语言。然而，印度自1947年从英国独立至今，英语仍然保留了“附属”官方语言的地位。 
只有不到总人口的0.1％，合共数十万印度人，将英语作为他们的第一语言。一些资料显示印度人口中大约30%的人在某种程度上可使用英语（语言熟练程度不同）。由于印度是一个多语言国家，英语普遍作为该国不同地区交流的通用语。
根据2001年人口普查，12.6％的印度人懂英语。对2001年印度人口普查进行分析后得知，大约有8600万印度人将英语作为第二语言，另有3900万人将其作为第三语言。没有数据显示这些人是英语使用者还是仅仅会讲英语而已。
根据2005年印度人类发展调查 ，在被调查的41554户家庭中，72％的男性（29918）不会说英语，28％（11635）至少会说一些英语。5％（2077，大约占“至少会说一些英语”的17.9％）的人能说一口流利的英语。在女性中，相应的百分比是83％（34,489）不说英语，17％（7,064）至少会说一些英语，3％（1,246，大约占“至少会说一些英语”的17.6％）说流利的英语。 根据印度政府人力资源开发部国立教育规划和行政大学地区教育信息系统（DISE）统计，2008-09至2013-14期间，英文中学的入学率增加了50％。印度的英文学校学生人数从2008-09学年的1500多万增加到2013-14学年的2900万。
在EF Education First在2016年发布的英孚英语水平指数中，印度在72个国家中排名第22位。印度得分57.30，获得“中等熟练度”评级。印度在19个亚洲国家中排名第四，仅新加坡（63.52），马来西亚（60.70）和菲律宾（60.33）的得分高于印度。

### 庭审语言
根据印度宪法，英语是最高法院和印度所有高等法院使用的语言。印度的法律制度以英国普通法为基础。印度议会有权改变这项法律，但尚未做出任何变动。不过，由于总统的批准，在比哈尔邦、中央邦、北方邦和拉贾斯坦邦，法庭也使用印地语。2018年，旁遮普和哈里亚纳邦高等法院正在等待总统批准印地语的使用。同时泰米尔纳德邦法院也将泰米尔语同英语一起使用。

## 特点
印度英语數字的說法在大部分情況下與標準英語無分別，但描述大數字會使用印度数字系统，例如十萬會說成Lakh、一千萬會說成Crore等。
印度标准语与地方话的的惯用形式已被吸收到印度英语中。不过，印度英语的各种方言之间的语音、词汇和措辞仍然普遍保持同质性。

## 历史
印度的英语公共教育始于19世纪30年代，东印度公司统治期间。自此以后，直到现在，印度成为世界上语言最多样化的地区之一。1835年，英语取代波斯语成为东印度公司的官方语言。麦考利勋爵在向印度教育引入英语和西方概念方面发挥了重要作用。他支持用英语取代波斯语作为官方语言，使用英语作为所有学校的教学语言，并培训讲英语的印度人成为教师。在整个19世纪40年代和50年代，小学，中学和高中进入了英属印度的许多地区，而大多数高中都会在某些学科提供英语教学。1857年，在东印度公司统治结束之前，以伦敦大学为模型英语为教学语言的印度大学，开始出现在孟加拉，加尔各答和马德拉斯。在随后的官方统治，即从1858年到1947年的英属印度时期，整个印度的英语渗透率都有所提高。渗透率提高的部分原因是公务员队伍中的印度人雇员逐渐增加。在1947年印度独立时，英语成为该国事实上的通用语。
1947年印度独立后，印地语成为第一官方语言，印度政府曾经试图宣布印地语是印度唯一的国家语言。但由于泰米尔纳德邦和其他非印地语邦的抗议，印度政府决定暂时保留英语用于官方目的，直到至少1965年。然而，直到1965年，非印地语邦的反对仍然过于强烈，印地语难以成为唯一官方语言。考虑到这一点，“英语修正案法案”宣布英语是一种助理语言，“直到所有非印地语邦同意将其删除为止”。此种“同意”至今尚未出现，英语因此广泛使用至今。例如，它是中央政府与非印地语邦之间唯一可靠的日常沟通方式。
印度人对英语的看法亦有所变化。从之前的将英语与殖民主义联系起来，转化为将英语与经济进步联系起来。英语因此直到现在仍然是印度的官方语言。
虽然有一种假设认为印度普遍使用英语，但现有的研究表明英语的使用实际上仅限于精英。因为在印度，大部分人口教育不足。同时，许多英语学习指南的作者，本身对英语的掌握水平不够，同时在编写过程中使用过时的教学方法。因而使用了这些书籍的学生，学习英语时会受到作者带来的不良影响。

### 印地英语
印地英语“Hinglish”一词表示一种英语和印地语的混合语。这通常是指印地语或任何南亚语言和英语的混合使用。它通常是城市和半城市受过教育的印度青年，以及日益增长的海外印度侨民的首选语言。印地语电影业，通常被称为宝莱坞，也包含了大量的印度英语。 许多互联网平台以及Google语音控制也能识别印度英语。

## 音韵
大多数印度人的英语带有本土化口音，更年轻的一代则倾向于使用类似于标准英音的口音。
印度英语音韵学最终基于标准英音。

## 注
1. ↑  Hammarström, Harald; Forkel, Robert; Haspelmath, Martin; Bank, Sebastian (编). . . Jena: Max Planck Institute for the Science of Human History. 2016.
2. ↑  .   [2018-11-20]. （原始内容存档于2020-05-05）.
3. ↑  .   [2018-11-20]. （原始内容存档于2020-11-09）.
4. ↑   (PDF). 2014-09-09  [2018-07-23]. 原始内容存档于2018-01-27.
5. ↑  Census of India（英语：Census of India）'s Indian Census （页面存档备份，存于）, Issue 25, 2003, pp 8–10, (Feature: Languages of West Bengal in Census and Surveys, Bilingualism and  Trilingualism).
6. ↑  FAMILY-WISE GROUPING OF THE 122 SCHEDULED AND NON-SCHEDULED LANGUAGES （页面存档备份，存于） – 2001 Census of India
7. ↑  Tropf, Herbert S.  2005.
India and its Languages （页面存档备份，存于）. Siemens AG, Munich
8. ↑  For the distinction between "English Speakers," and "English Users," please see: TESOL-India (Teachers of English to Speakers of Other Languages)],  India is World's Second Largest English-Speaking Country （页面存档备份，存于）.  Their article explains the difference between the 350 million number mentioned in a previous version of this Wikipedia article and the current number: |  | Wikipedia's India estimate of 350 million includes two categories – 'English Speakers' and 'English Users'. The distinction between the Speakers and Users is that Users only know how to read English words while Speakers know how to read English, understand spoken English as well as form their own sentences to converse in English. The distinction becomes clear when you consider China's numbers. China has over 200 million that can read English words but, as anyone can see on the streets of China, only a few million are English speakers. |
9. ↑  Flows, Capital. . Forbes.   [2016-06-06]. （原始内容存档于2023-11-21） （英语）.
10. ↑  Ishwarya, N. Iyer. . National Research University Higher School of Economics Journal of Language & Education. 2019, 5 (1)  [2023-10-15]. doi:10.17323/2411-7390-2019-5-1-xx-xx. （原始内容存档于2022-03-19）.
11. ↑  .   [2018-11-20]. （原始内容存档于2018-07-21）.
12. ↑  . Articles.timesofindia.indiatimes.com. 2010-03-14  [2018-05-24]. （原始内容存档于2011-05-04）.
13. ↑  . www.ef.com.   [2016-11-29]. （原始内容存档于2018-11-19）.
14. ↑  Desai, Dubey; Joshi, Sen; Sharif, Vanneman.  (PDF). Oxford University Press. 2010  [2018-11-20]. （原始内容 (PDF)存档于2015-12-11）.
15. ↑  .   [2018-11-20]. （原始内容存档于2021-02-25）.
16. ↑  . www.ef.com.   [2016-11-29]. （原始内容存档于2018-11-21）.
17. ↑  . The Economic Times. 2015-12-07  [2018-07-16]. （原始内容存档于2020-11-11）.
18. ↑  Delhi. . Business Standard India. 2016-04-28  [2018-07-16]. （原始内容存档于2022-06-03）.
19. ↑  . The Times of India.   [2018-07-16]. （原始内容存档于2021-02-25）.
20. ↑  Mukesh Ranjan Verma and Krishna Autar Agrawal: Reflections on Indian English literature (2002), page 163: "Some of the words in American English have spelling pronunciation and also pronunciation spelling. These are also characteristic features of Indian English as well. The novels of Mulk Raj Anand, in particular, are full of examples of ..."
21. ↑  Pingali Sailaja: Indian English (2009), page 116: "So what was Cauvery is now Kaveri. Some residual spellings left by the British do exist such as the use of ee for /i:/ as in Mukherjee. Also, some place names such as Cuddapah and Punjab"
22. ↑  Edward Carney: Survey of English Spelling (2012), page 56: "Not all distributional differences, however, have important consequences for spelling. For instance, the ... Naturally enough, Indian English is heavily influenced by the native language of the area in which it is spoken."
23. ↑  Indian English Literature (2002), page 300: "The use of Indian words with English spellings: e.g. 'Mundus,' 'raksha'; 'Ed Cherukka,' 'Chacko Saar Vannu'"
24. ↑  Lalmalsawma, David, , Reuters, 2013-09-07  [2018-11-21], （原始内容存档于2016-12-27）
25. ↑  John MacKenzie, "A family empire," BBC History Magazine (Jan 2013)
26. ↑  Annamalai, E. . Brown, Keith  (编). . Elsevier: 610–613. 2006  [6 February 2015]. ISBN 978-0-08-044299-0. doi:10.1016/B0-08-044854-2/04611-3. （原始内容存档于2021-02-04）. 简明摘要 (6 February 2015).Template:Subscription or libraries
27. ↑  .   [2018-11-20]. （原始内容存档于2017-09-22）.
28. ↑  Chelliah, Shobhana L. . World Englishes. July 2001, 20 (2): 161–178. doi:10.1111/1467-971X.00207.
29. 1 2  . The Times of India.   [2018-07-16]. （原始内容存档于2021-02-25）.
30. ↑  . blog.scienceandmediamuseum.org.uk.   [2018-07-16]. （原始内容存档于2018-07-16） （英国英语）.